# Markus Gier
Markus Gier (* 1. Januar 1970 in St. Gallen) ist ein ehemaliger Schweizer Ruderer, der zusammen mit seinem Bruder Michael in den 1990er Jahren Olympiasieger und Weltmeister wurde.

## Werdegang
Bei den Ruder-Weltmeisterschaften 1989 gewann Gier mit dem Schweizer Doppelvierer Silber in der Leichtgewichtsklasse. 1992 erkämpfte er mit seinem Bruder Bronze im Doppelzweier. 1993 erhielten die beiden Silber hinter den Australiern Gary Lynagh und Bruce Hick. Nach Bronze 1994 gelang den Gier-Brüdern 1995 in Tampere der Gewinn des Weltmeistertitels. Den grössten Erfolg erruderten sich Markus und Michael Gier bei den Olympischen Spielen 1996 in Atlanta. Sie siegten mit drei Sekunden Vorsprung auf das Boot aus den Niederlanden und auf die Australier. 1998 gewannen die beiden noch einmal Bronze bei den Weltmeisterschaften. Bei den Olympischen Spielen 2000 in Sydney erreichten die Brüder den fünften Platz.
Markus Gier startete für den Seeclub Rorschach. Er ist Elektriker von Beruf.